# Ouysse
Az Ouysse  folyó Franciaország területén, a Dordogne bal oldali mellékfolyója.

## Földrajzi adatok
A Francia-középhegységben ered, Lot megyében, és Lacave-nál torkollik a Dordogne-ba. Hossza 41,1 km.

## Megyék és városok a folyó mentén
- Lot : Lacave